# واترپلو در المپیک تابستانی ۱۹۳۶

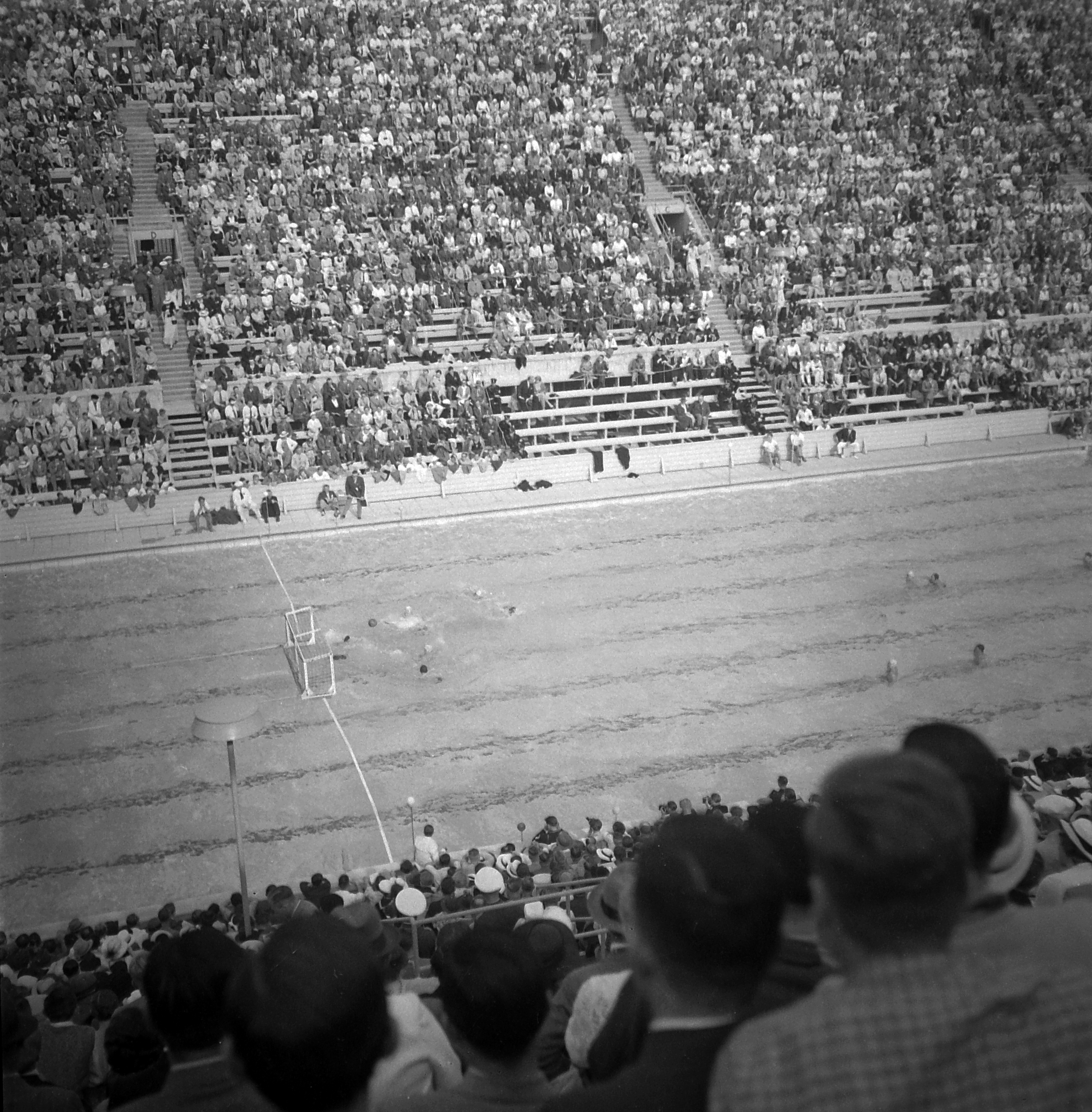
واترپلو در بازی های المپیک تابستانی ۱۹۳۶

واترپلو در بازی‌های المپیک تابستانی ۱۹۳۶ نام رویداد ورزش واترپلو در بازی‌های المپیک تابستانی بود که در سال ۱۹۳۶ برگزار شد.